# Georges Weill (historien)
Pour les articles homonymes, voir Georges Weill et Weill.
Georges Weill, né le 6 juillet 1865 à Sélestat et mort le 14 avril 1944 à Paris, est un historien français.

## Biographie
Il est le fils du Grand-rabbin Michel Aaron Weill et le frère de la romancière Dick May.
Il est particulièrement reconnu pour avoir été l'un des premiers historiens à travailler sur les sources originales pour construire son œuvre. Il se démarque aussi des autres historiens de son temps par sa narration très vivante, presque romancée.
Il est un historien du socialisme et du saint-simonisme.
Il est inhumé au cimetière du Père-Lachaise (96e division).

## Publications
- Georges Weill, Histoire du parti républicain en France (1814-1870), 1900.
- Georges Weill, Histoire de l'idée laïque en France au XIXe siècle. Alcan, 1925. (Visible ici sur Gallica)
- Georges Weill, Histoire du catholicisme libéral en France, 1828-1908, Slatkine, 1979 (réimpression)
- Georges Weill, L'Eveil des nationalités et le mouvement libéral 1815-1848, P.U.F., 1930
- Georges Weill, L'Europe du XIXe siècle et l'idée de nationalité, Albin Michel, 1938